# 689 (szám)
A 689 (római számmal: DCLXXXIX) egy természetes szám, félprím, a 13 és az 53 szorzata.

## A szám a matematikában
A tízes számrendszerbeli 689-es a kettes számrendszerben 1010110001, a nyolcas számrendszerben 1261, a tizenhatos számrendszerben 2B1 alakban írható fel.
A 689 páratlan szám, összetett szám, azon belül félprím, kanonikus alakban a 131 · 531 szorzattal, normálalakban a 6,89 · 102 szorzattal írható fel. Négy osztója van a természetes számok halmazán, ezek növekvő sorrendben: 1, 13, 53 és 689.
A 689 négyzete 474 721, köbe 327 082 769, négyzetgyöke 26,24881, köbgyöke 8,83228, reciproka 0,0014514. A 689 egység sugarú kör kerülete 4329,11468 egység, területe 1 491 380,006 területegység; a 689 egység sugarú gömb térfogata 1 370 081 098,9 térfogategység.